# 패트릭 샤프
패트릭 샤프(영어: Patrick Sharp, 1981년 12월 27일~)는 캐나다의 아이스하키 선수로 포지션은 레프트윙과 라이트윙이다. 내셔널 하키 리그(NHL)의 필라델피아 플라이어스, 시카고 블랙호크스, 댈러스 스타스 소속으로 뛰었으며, 특히 시카고 블랙호크스에서 전성기를 보내며 2009, 2013, 2015년 스탠리 컵 우승을 차지했다.
국제 대회에 캐나다 국가대표팀으로 참가했으며, 2014년 동계 올림픽에서 금메달을 획득했다.